# عنکبوت‌های تارافکن
 عنکبوت‌های تارافکن (Deinopidae) خانواده‌ای از عنکبوتها هستند.
این خانواده ۴ سرده و ۵۷ گونه را دربر می‌گیرد.